# Sidy Lamine Niasse
Pour les articles homonymes, voir Niasse.
Sidy Lamine Niasse, né le 15 août 1950 à Kaolack et mort le 4 décembre 2018 à Dakar, est un homme public sénégalais. Juriste, enseignant, journaliste et guide religieux, il est le fondateur et le président-directeur général du groupe de presse sénégalais Wal fadjri. 

## Biographie

### Famille
Sidi Lamine Niass est né le 15 août 1950 à Kaolack.
Fils du grand savant, écrivain et homme de Dieu, Muhammad Al Khalifa Niasse (1881-1959), il est issu d’une des familles maraboutiques les plus connues du Sénégal et de l’Afrique. Sa mère, la chérif Amina Bint Barham, est de la grande tribu des Idaw Ali de Mauritanie, descendants du prophète Mahomet.[réf. nécessaire]
Petit-fils d’Elhadji Abdoulaye Niasse, fondateur de la branche niassène de la Tariqa Tijaniyya, Sidi Lamine Niass s’est beaucoup investi pour l’unification de la grande famille niassène. Entretenant les meilleures relations avec l’ensemble des guides religieux du Sénégal et n’accordant pas une grande différence entre sunnites, chiites et soufis, Sidi Lamine Niass a également beaucoup œuvré pour l’entente entre les confréries à travers des actes concrets et remarquables. Au lendemain de la cérémonie de dédicace des œuvres de Khalifa El Hadj Mohamad Niass, organisée par Sidi Lamine, le quotidien sénégalais Rewmi notait : « Le patriotisme de Sidy Lamine est son impressionnant esprit d’ouverture dont la seule explication est sa connaissance atavique et capillaire de l’Être humain. Les personnalités religieuses choisies pour être les Parrains relèvent d’obédience confrérique différente, mais ne croient qu’à un seul Allah, appartiennent à une seule religion, ne suivent que la tradition du Prophète et n’appartiennent qu’à une seule religion, l’Islam. Sidy Lamine a réussi à illustrer l’unité nationale en la consolidant par une mobilisation autour de la Sagesse, seul acquis humain qui fait l’Homme ».

### Carrière
Sidi Lamine Niass commence sa carrière professionnelle par l’enseignement. De 1971 à 1975, très jeune, il est enseignant en arabe. Il était alors comme fasciné par ce qu’a été l’engagement des enseignants durant la crise de 1968. Après cette première expérience dans les salles de classe, il part en  Égypte, où il étudie le Droit et la Jurisprudence Islamique à l'université Al-Azhar du Caire. « Comme beaucoup de jeunes d’origine maraboutique de sa génération, il a voulu élargir son horizon intellectuel et sa connaissance du monde islamique au sein duquel les débats d’idées tournaient non seulement autour des questions de la foi et du rituel, mais aussi autour des problèmes politiques et sociaux, et de la place de l’Islam dans un monde dominé de plus en plus par un matérialisme souvent destructeur des valeurs spirituelles, sociales et humaines ». Revenu au Sénégal, au début des années 1980, Sidi Lamine Niass est préoccupé par la condition du marabout et de l’arabisant. Étudiant engagé, il a été le président de l’Association des étudiants sénégalais en Égypte, il ne reste pas inactif à son retour au Sénégal. Sidi Lamine Niass s’engage pour la réhabilitation de la langue arabe dans son pays où le français règne sans partage au sein de l’administration.
C’est cet engagement qui amène Sidi Lamine Niass à se lancer dans la presse. En janvier 1984, il crée le bimensuel Wal fadjri (mots arabes signifiant l’Aurore) qui devient hebdomadaire en novembre 1987. Au mois mai 1991, le journal devient semi-quotidien paraissant trois fois par semaine. À partir de février 1993, il parait quotidiennement. Sidi Lamine Niass ne voulut pas s’arrêter en si bon chemin. En novembre 1997, il obtient une bande FM (Walf Fm). Et progressivement, il mit en place le premier groupe de presse de l’Afrique de l’Ouest composé d’un quotidien (Walf Quotidien), d’une radio (Walf Fm), d’une télévision (Walf Tv) et d’un site internet. Un groupe de presse qui fait de Sidi Lamine Niass l’un des hommes les plus influents du Sénégal.

### Un idéologue constant
Sidi Lamine Niass a passé ses premières nuits en prison sous le magistère de Léopold Sédar Senghor (de novembre 1979 à novembre 1980). Ses idées souvent aux antipodes de la bienséance préconisée par le premier président du Sénégal indépendant, Sidi Lamine est perçu comme un rebelle, bien aidé en cela par son frère qui multiplie les actions contre la France pour plaire à Mouammar Kadhafi et obtenir ses financements. Sidi Lamine Niass paie ainsi les pots cassés par son frère qui ira même jusqu’à brûler le drapeau français.
Conseiller officieux du président Abdou Diouf, Sidi Lamine Niass a beaucoup participé à raffermir les relations entre le Sénégal et les pays arabes, notamment du Golfe. Le premier sommet de l’Organisation de la coopération islamique (OCI), accueilli par le Sénégal, en 1991, fait partie d’une de ses plus concluantes missions dans cette partie du monde. En juin 1995, il est fait Chevalier de l’ordre du Mérite sénégalais. Avec l’arrivée d’Abdoulaye Wade au pouvoir, ses relations avec le chef de l’État sont en dents de scie. Le 25 septembre 2009, les locaux du groupe Wal Fadjri sont mis à sac. Le Syndicat des professionnels de l’information et de la communication du Sénégal (Synpics), dénonce « une attaque barbare (…) qui a causé des blessures à des membres du personnel (de Walfadjri) ainsi que de graves dégâts matériels ». Un ministre de la République reconnait la responsabilité de l’État dans le saccage qui est perpétré par les disciples d’un marabout bien connu au Sénégal. C’est Abdoulaye Wade, lui-même, qui inaugure, le 1er avril 2010, le tout nouveau siège du groupe Wal fadjri. Le 19 mars 2011, Sidi Lamine Niass appelle à manifester contre son régime, à la mythique place de l'Indépendance. Pourtant, comme avec le président Abdou Diouf, le PDG de Wal Fadjiri a grandement contribué au rayonnement de la diplomatie sénégalaise, en s’attachant à lever les difficultés qui ne manquaient pas durant le magistère de Abdoulaye Wade. C’est lui qui a facilité le dialogue avec l’Iran autour du nucléaire et a permis à Abdoulaye Wade d’aider à la pacification des relations entre ce pays et l’Occident.
Avec le président Macky Sall, le PDG de Wal Fadjri reste fidèle à ses principes de « contrepouvoir » qui n’est pas « contre le pouvoir ». Depuis qu’il est à la tête de l’État du Sénégal, Macky Sall l’a reçu plus d’une fois. Pourtant, au mois de mars 2016, quand le président Sall a voulu modifier la Constitution pour rallonger son mandat, Sidi Lamine Niass s’y est opposé et a publiquement demandé à voter « Non » au référendum.
Entre le président Macky Sall et son prédécesseur, Sidi Lamine Niass a joué les bons offices et a permis, à plusieurs reprises, la conciliation de deux positions antagoniques. Lors du dernier sommet de la Francophonie, accueilli par le Sénégal, au mois de novembre 2015, Abdoulaye Wade voulut organiser une manifestation. Le régime en place s’y opposa et mit sur la table des raisons de sécurité. C’est Sidi Lamine Niass, en tant que médiateur, qui a poussé l’ancien président du Sénégal à reconsidérer sa position et son successeur à permettre aux opposants d’organiser leur manifestation.

## Publications

### Essais
- Le système islamique : dimensions et perspectives.
- Sharifou ou la fin de l’obscurantisme, 1999
- Un arabisant entre presse et pouvoir.
- Arguments pertinents en réponse à ceux qui interdisent aux hommes de saluer les femmes de la main.
- Abdoulaye Wade, un président par défaut
- L'étranger parmi les siens, éd. L'Harmattan, 2016, 260 p.,  (ISBN 2343098875)[12].